# خوان گسپارت
خوان گسپارت ای سولوس (به اسپانیایی: Joan Gaspart i Solves) زاده ۱۱ اکتبر ۱۹۴۴ در بارسلون تاجر اسپانیایی است که از ژوئیه ۲۰۰۰ تا فوریه ۲۰۰۳ مدیر باشگاه فوتبال بارسلونا بود. او از معاونان موفق در دوره مدیریت جوزپ لوییس نونیز و البته از مدیران ناموفق باشگاه بود.